# FKネヴェージス・ケダイネイ
FKネヴェージス・ケダイネイ（FK Nevėžis Kėdainiai）は、リトアニアのケダイネイをホームタウンとするサッカークラブである。1962年創設。

## 歴史
1962年に創設され、同年からリトアニア最上位リーグに参加した。
1966年から1973年まで黄金時代を迎えた。1966年と1972年、1973年にリーグ優勝、1968年と1969年に2位、1967年と1970年、1979年に3位の成績を残した。カップでも1967年と1968年、1970年、1972年、1973年に優勝を果たした。
1997年にリトアニア独立後の最上位リーグに昇格し、2002年まで6シーズン連続で参加した。この期間の最高順位は6位であった。
2001年にLFFタウレーで準決勝に進出したが、ジャルギリスに敗れて決勝進出を逃した。
2002年にリーグ最下位になり、Iリーガに降格した。2003年にIリーガで13位の成績を残した。
2004年にIリーガで3位の成績を残し、2005年にAリーガに参加した。2006年にAリーガで10位に終わり、Iリーガに降格した。
2007年にIリーガで3位、2011年から2013年まで3年連続で2位の成績を残した。
2020年にIリーガで初優勝を果たし、Aリーガに昇格した。Aリーガ参加は2006年以来15年ぶりとなった。最終節まで優勝争いをした2位ヘゲルマン・リタウエンとは勝ち点2差であった。

## タイトル
- リトアニア選手権：3回
  - 1966, 1972, 1973

- LFFタウレー：5回
  - 1967, 1968, 1970, 1972, 1973

- Iリーガ：1回
  - 2020

## 歴代所属選手
- 鈴木惣一朗 2021-